# NGC 4297
NGC 4297 ist eine linsenförmige Galaxie vom Hubble-Typ S0 im Sternbild Jungfrau am Nordsternhimmel. Sie ist schätzungsweise 177 Millionen Lichtjahre von der Milchstraße entfernt. Wahrscheinlich bildet sie gemeinsam mit NGC 4296 ein wechselwirkendes Paar. Unter der Katalognummer VCC 473 ist sie als Mitglied des Virgo-Galaxienhaufens gelistet.

Das Objekt wurde am 13. April 1784 von dem Astronomen Wilhelm Herschel entdeckt.